# Osttimoresisch-panamaische Beziehungen
Die osttimoresisch-panamaischen Beziehungen beschreiben das zwischenstaatliche Verhältnis von Osttimor und Panama. 

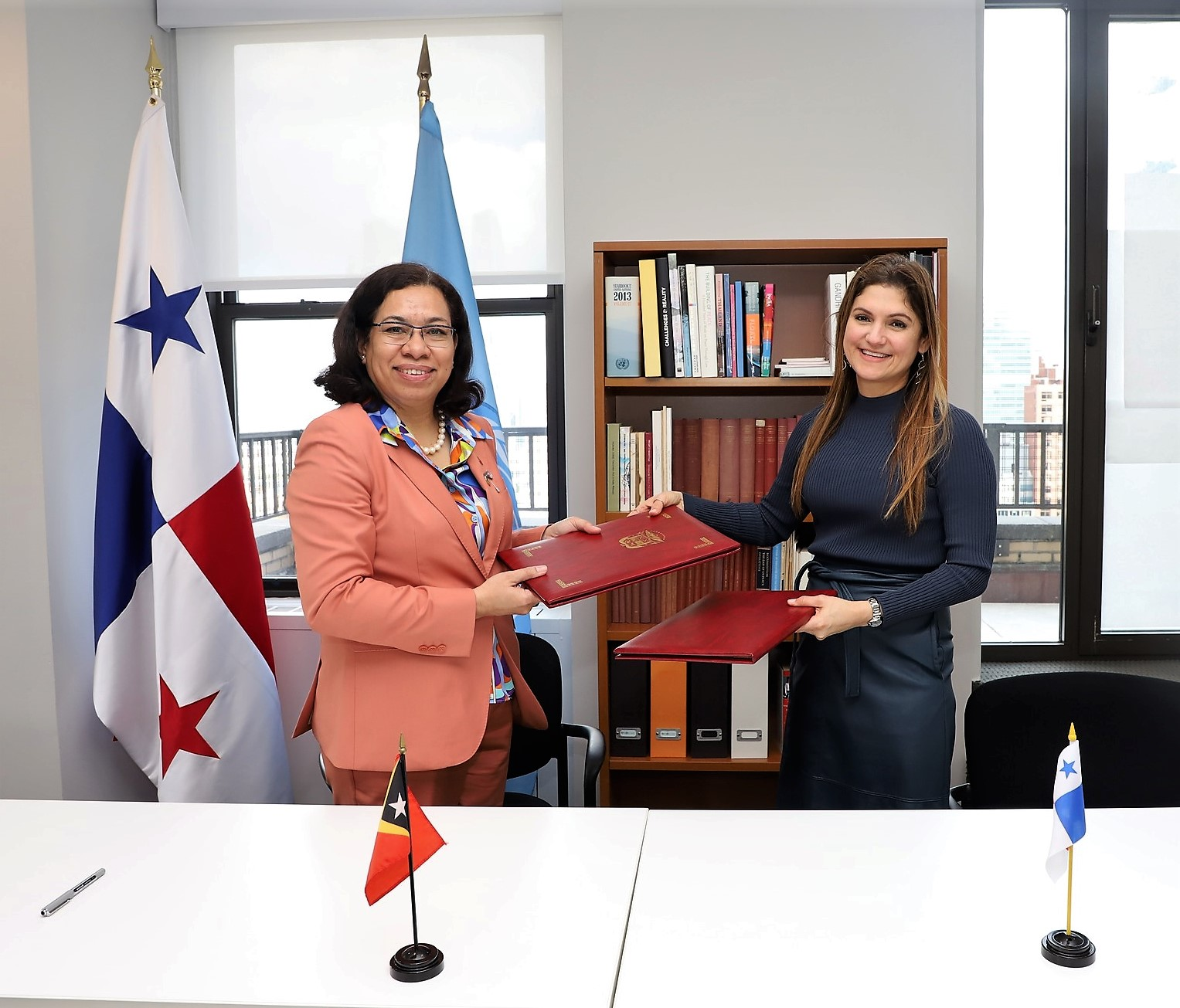
Aufnahme der Beziehungen zwischen Osttimor und Panama durch die beiden Außenministerinnen Adaljíza Magno und Erika Mouynes (2022)

Am 20. September 2022 nahmen Osttimor und Panama diplomatische Beziehungen auf. Weder hat Panama eine Botschaft in Osttimor, noch Osttimor eine diplomatische Vertretung in Panama.
Beide Staaten gehören zur Bewegung der Blockfreien Staaten und zur Gruppe der 77. Für 2018 gibt das Statistische Amt Osttimors keine Handelsbeziehungen zwischen Osttimor und Paraguay an.